# 1896 en Bretagne
 Chronologie de la Bretagne
- 1892
- 1893
- 1894
- 1895
- 1896
- 1897
- 1898
- 1899
- 1900

Cette page recense des événements qui se sont produits durant l'année 1896 en Bretagne.

## Société

### Faits sociétaux
- Août : visite du Président Félix Faure
  - 11-12 août : Visite de Rennes avec l'inauguration de l'école nationale supérieure d'agriculture par Jules Méline[1]. Incendie sur le champ de Mars causé par un feu d'artifice.
  - 13 août : Visite de Fougères et de l'institution des sourds-muets avec Jean-Baptiste Darlan[2]

### Naissance
- 19 novembre à Brest : le colonel Frédéric Cyrille Jules « Fred » Geille (décédé à Saint-Germain-en-Laye le 21 juillet 1976), militaire français. Il est considéré comme le « père des paras français » et l'inventeur des chuteurs opérationnels.